# Stomp 442
Stomp 442 este al șaptelea album al trupei americane de heavy metal Anthrax lansat la 24 octombrie 1995.

## Cântece
- „Random Acts of Senseless Violence”
- „Fuled”
- „King Size”
- „Riding Shotgun”
- „Perpetual Motion”
- „In a Zone”
- „Nothing”
- „American Pompeii”
- „Drop the Ball”
- „Tester”
- „Bare”

## Personal
- Joey Belladonna - vocal
- Dan Spitz - chitară
- Scott Ian - chitară
- Frank Bello - bas
- Charlie Benante - tobe